# Емухвіст
Емухві́ст (Bradypterus brunneus) — вид горобцеподібних птахів родини кобилочкових (Locustellidae). Ендемік Мадагаскару.

## Опис
Довжина птаха становить 15 см. Виду не притаманний статевий диморфізм. Верхня частина тіла темно-рудувато-коричнева, голова темно-коричнева, над очима вузькі світло-коричневі "брови". Горло охристо-біле, нижня частина тіла рудувато-коричнева. Очі темно-карі, дзьоб чорно-коричневий, лапи рожевуваті. Молоді птахи мають темно-жовто-коричневе забарвлення.

## Поширення і екологія
Емухвости мешкають на сході Мадагаскару. Вони живуть в гірських і рівнинних вологих тропічних лісах. Зустрічаються переважно на висоті від 800 до 2500 м над рівнем моря.